# 秦夔
秦夔（1433年—1495年），字廷韶，别号中斋，直隸常州府無錫縣人，明朝政治人物。進士出身，官至江西布政使。

## 出身
天顺己卯科應天府鄉試第六十五名。天順四年（1460年）參加庚辰科會試第六十九名，殿試登進士第三甲第五十五名。明年拜南京兵部武库主事，进职方员外郎，再转武库郎中。成化八年壬辰（1472年）出为武昌知府，以内艰去。服阕，转江西建昌府。二十一年乙巳擢福建右参政，二十三年进江西右布政使，遂以疾致仕。作五峰草堂、天全亭于九龙山下，建隆寿堂于所居，每日与二弟侍奉父亲游衍其间。弘治八年乙卯十二月卒，得年六十有三。所著《中斋集》若干卷藏于家。

## 家族
曾祖父秦彥和、祖父秦季昇、父亲秦景陽，封兵部主事，进封武昌知府；母殷氏，封安人赠恭人。